# 福田友理子
福田 友理子（ふくだ ゆりこ、1984年5月14日 - ）は、日本のフリーアナウンサー。ミス日本酒 (2020 Miss SAKE) 準グランプリとして知られる。
埼玉県川越市出身。血液型AB型。

## 来歴
1984年5月14日、生まれる。
星野女子高等学校を経て日本女子大学人間社会学部文化学科を卒業。
大学卒業後、2007年4月に群馬テレビにアナウンサーとして入社。同期に元同局アナウンサーの安藤桂子がいる。同局では8年間ニュースキャスターを務め、また記者も兼務していた。
2011年7月11日、前橋警察署の一日警察署長。
2015年4月をもって群馬テレビを退社。フィリピンのマニラへ3か月ほど語学留学した後、フリーアナウンサーへ転向した。
2020年1月、ミス日本酒群馬県代表に選ばれる。同年7月、京都市で行われた最終選考会でミス日本酒 (2020 Miss SAKE) 準グランプリに選ばれる。本人は「緊張したけれど楽しむことができた。日本酒と日本文化を広める役割にわくわくしている」とコメント。
同年9月20日、長野原警察署の一日警察署長。信号機をイメージしたという振袖で飲酒運転や特殊詐欺防止を呼び掛けた。
2021年4月、群馬県酒造協同組合によって12人の「ぐんまの地酒大使」の一人に任命される。任期は2023年3月まで。
2024年現在、話し方教室「コトノワ」代表。

## 出演

### 群馬テレビ時代の担当番組
- ニュースジャスト6 - メインキャスター[11]
- ニュースジャスト930[1]
- Music Forest - 司会
- ニュースeye8 （2012年3月5日 - 。金曜日メインキャスター）[12]

### 退局後の出演
- 自由民主党 群馬県連主催「ふるさと振興講演会」司会